# Georgina Brayshaw
Georgina Brayshaw, född den 14 oktober 1993 i Leeds, är en brittisk roddare.

## Karriär
Vid OS 2024 i Paris tog Georgina Brayshaw guld tillsammans med de brittiska damerna i scullerfyra.